# Okręty podwodne typu Orzeł
Okręty podwodne typu Orzeł – typ dwóch okrętów podwodnych wybudowanych dla Marynarki Wojennej przez stocznie holenderskie De Schelde i Rotterdamse. Konstrukcja tych okrętów została opracowana przy współudziale specjalistów polskiej marynarki wojennej. W projekcie wykorzystano niektóre elementy konstrukcyjne wcześniejszego holenderskiego typu O 16, w tym zewnętrzne treningowe wyrzutnie torpedowe. Kadłub tych jednostek był w całości spawany, a wszystkie płaszczyzny sterowe sterowane były hydraulicznie. Według zamówienia, okręty miały mieć możliwość zanurzania na głębokość 80 metrów, podczas testów jednak osiągnięto głębokość 100 metrów. Projekt okrętów typu Orzeł, był podstawą opracowania bardzo podobnego projektu holenderskich okrętów typu O 19. Według niektórych źródeł, w stoczniach holenderskich zamówiono także dwa kolejne okręty, jednakże zamówienia nie zostały zrealizowane. Prawdopodobne nazwy tych okrętów to „Kuna” i „Łasica”. Dla informacji tej brak jest jednak potwierdzenia w innych źródłach.
Po niemieckiej inwazji na Polskę „Orzeł” przepłynął do sojuszniczej Wielkiej Brytanii i zatonął z niewyjaśnionych przyczyn na Morzu Północnym w czerwcu 1940 roku. „Sęp” został internowany w Szwecji, gdzie pozostał aż do końca wojny. Po powrocie do Polski służył w polskiej marynarce wojennej do 15 września 1969 roku.